# Lake Goodwin
Lake Goodwin és una concentració de població designada pel cens dels Estats Units a l'Estat de Washington. Segons el cens del 2000 tenia 3.354 habitants.

## Demografia
Segons el cens del 2000, Lake Goodwin tenia 3.354 habitants, 1.236 habitatges, i 940 famílies. La densitat de població era de 324,6 habitants per km².
Dels 1.236 habitatges en un 36,6% hi vivien nens de menys de 18 anys, en un 67,2% hi vivien parelles casades, en un 5,7% dones solteres, i en un 23,9% no eren unitats familiars. En el 17,6% dels habitatges hi vivien persones soles el 4,4% de les quals corresponia a persones de 65 anys o més que vivien soles. El nombre mitjà de persones vivint en cada habitatge era de 2,71 i el nombre mitjà de persones que vivien en cada família era de 3,1.
Per edats la població es repartia de la següent manera: un 27,3% tenia menys de 18 anys, un 6,1% entre 18 i 24, un 32,1% entre 25 i 44, un 26,6% de 45 a 60 i un 7,8% 65 anys o més.
L'edat mediana era de 38 anys. Per cada 100 dones de 18 o més anys hi havia 106 homes.
La renda mediana per habitatge era de 65.044 $ i la renda mediana per família de 67.346 $. Els homes tenien una renda mediana de 47.400 $ mentre que les dones 31.597 $. La renda per capita de la població era de 27.332 $. Aproximadament el 0,7% de les famílies i l'1,2% de la població estaven per davall del llindar de pobresa.

## Poblacions properes
El següent diagrama mostra les poblacions més properes.